# Колдамышево
Колдамы́шево — село в Сасовском районе Рязанской области России. Ввходит в состав Агломазовского сельского поселения.

## Происхождение названия
Название нерусского происхождения 
Происхождение названия населенного пункта на сегодняшний день неизвестно. Не исключено, что в основе лежит фамилия или прозвище первопоселенца либо владельца. Но документов, подтверждающих эту версию, найти пока не удалось. Косвенным аргументом в пользу данной версии могут служить названия близлежащих населенных пунктов: д. Усеиново, д. Теньсюпино. с. Ернеево, д. Лотказино, д. Хрущево, д. Агломазово.
Колда́й - м. тмб. палка с корневищем, коковка.

Колда́ш" ("калда́ш" , "колды́ш (калды́ш)", "колды́рь" ) -а, м - 

1. Нарост на дереве;  

2. Орудие для глушения рыбы: деревянный шест с широким плоским концом.

## Географическое положение
Село находится в южной части района, на левом берегу реки Цны. Расстояние до райцентра Сасово — 27 км к северу по асфальтированной дороге. Там же расположена ближайшая железнодорожная станция Сасово.
Ближайшие населённые пункты:

— село Агломазово в 1 км к юго-востоку по асфальтированной дороге;

— деревня Тархань в 200 м к северо-западу по грунтовой дороге;

— село Старое Берёзово в 1,5 км к северо-западу по асфальтированной дороге.

## История
С XVIII в. до 1918 г. Колдамышево входило в Ново-Берёзовскую волость Шацкого уезда Тамбовской губернии.
С 2004 г. и до настоящего времени входит в состав Агломазовского сельского поселения. До этого момента входило в Агломазовский сельский округ.

## Население
| 1984 | 1989 | 2007 | 2010 |
| ---- | ---- | ---- | ---- |
| 150  | ↘94  | ↘40  | ↗42  |

## Хозяйство
В 500-х м от населённого пункта река Цна перекрыта плотиной. Ранее здесь функционировала Теньсюпинская ГЭС, вырабатывающая электроэнергию для местных сельских хозяйств и предприятий. До середины 90-х гг. по Цне осуществлялось судоходство.

В старину, вплоть до середины XX в. основным  помыслом в Колдамышево была рыбная ловля "запугом", участие в которой принимали женщины (женщины заходили по пояс в воду, вставали полукругом и гнали рыбу в сторону рыбаков). Для жителей соседних зажиточных деревень этот факт являлся свидетельством бедности.

## Инфраструктура
Ближайшее почтовое отделение связи расположено в селе Агломазово (до 01.01.2000 г. почтовый индекс был 391624), обслуживающее все населённые пункты Агломазовского сельского поселения. Там же находится ближайшая средняя школа.
Улицы села: Пролетарская, Речная.

## Упоминание в прессе
02.11.2012 Газификация Колдамышево будет проведена за счет средств долгосрочной целевой программы «Развитие газификации Рязанской области в 2010-2014 годах». Газ в домах сельчан появится до начала отопительного сезона 2014 года.

## Упоминание в архивах
В Российском государственном архиве древних актов (РГАДА) Деревня Колдамышево и село Агломазово упоминаются в переписной книге 1748 г.:

Фонд 350. Опись 2, ч. 2. продолжение.

Щацкий уезд 
 4108. л.л. 1-420

1748 г. Книга переписная мурз (татары), государственных и помещичьих (поляки) крестьян Ценского стана Шацкого уезда.

Примечание: В книге, в том числе, следующие ревизии:

Вотчина Нарышкина Алексея Львовича: села Конобеева, села Волосатова, села Ялтунова(лесной стороны), деревни Токоревой, села Новоселок, села Агламазова, села Шаморги, села Темешева, села Алемнева, деревни Инина слобода, деревни Ямбириной, деревни Раковский усад, села Нового Березова;деревни Усеиновой дворян Татариновых и др., деревни Колдамышевой, новопоселенной после прежд. переписи деревни Репищ, села Старого Березова, новопоселенной после прежд. переписи деревни Талицы, деревни Ернеевой, деревни Латказиной, села Ракова, села Бостанова, села Малого Студенца, села Большого Студенца, деревни Тарханы, села Алешни, деревни Амесьевой, деревни Барашевой, деревни Беседок.